# Axel Pauls
Axel Pauls (Berlín, 30 de marzo de 1933 - Buenos Aires, 25 de octubre de 2009) también conocido como Axel Harding, fue un actor y productor de cine argentino nacido en Alemania.

## Biografía

### Carrera artística
Su familia emigró de Alemania a Argentina en 1936 cuando Axel tenía tres años. Inició su carrera a principios de los años 1960 como actor y productor cinematográfico. En su labor de productor, se destaca La cifra impar (1962), dirigida por Manuel Antín. La película, basada en el cuento "Cartas de mamá" de Julio Cortázar, está protagonizada por Lautaro Murúa y María Rosa Gallo.
Luego de un período de inactividad se desempeñó como productor ejecutivo en La película del rey (1986), interpretada por Ulises Dumont y Julio Chávez. Opera prima del director Carlos Sorín, premiada en los festivales de Venecia y de La Habana, y ganadora del Premio Goya al mejor film latino. En 1988 volvió a participar como productor con Sinfín, en colaboración con Cristian Pauls (dirección y guion) y Alan Pauls (guion). Durante la década de 1990 se destacó en Buenos Aires viceversa y en la premiada Yepeto, con Dumont y Nicolás Cabré.
En la década del 2000, comenzó a incursionar como actor más asiduamente, en películas como Déjala correr (2001) y La punta del diablo (2006). Años más tarde participó en El pasado, adaptación de la novela homónima de Alan Pauls, El salto de Christian y Tres minutos. También siguió ejerciendo como productor en Imposible (2004), en la que vuelve a trabajar con sus hijos, y Las mantenidas sin sueños, coescrita y dirigida por Martín De Salvo y Vera Fogwill.
Falleció el 25 de octubre de 2009 en Buenos Aires a los 76 años, dejando inconclusa su labor en El faldón.
Tuvo cinco hijos: en su primer matrimonio con Pina Benedetto tuvo a Cristian Pauls, actor y director, y a Alan Pauls, escritor; en su segundo matrimonio con Marina Guerrero tuvo a Gastón Pauls, actor y presentador, y a Nicolás Pauls, actor y músico; y en su tercer matrimonio con la actriz Mirta Busnelli tuvo a Ana Pauls, actriz y cantante.

## Filmografía
Intérprete:
- Una cita, una fiesta y un gato negro (2009) ...Hombre Reloj
- Tres minutos (2007)
- El salto de Christian (2007)
- El pasado (2007)
- La punta del diablo (2006)
- Déjala correr (2001)
- Ojos que no ven (1999)
- Buenos Aires viceversa (1996)

Producción:
- Imposible (2003)
- La cifra impar (1962)

Producción ejecutiva:
- El faldón (no estrenada)
- Las mantenidas sin sueños (2005)
- Yepeto (1999)
- Buenos Aires viceversa (1996)
- La película del rey (1986)